# 塩浜由緒書
塩浜由緒書（しおはまゆいしょがき）とは、下総国行徳塩田の由来を記した明和6年（1769年）に作成された由緒書。

## 概要
明和6年（1769年）、行徳領の塩田に対する年貢減免を願い出た際に行徳側から提出された。今日行徳領内の下妙典村の名主を務めた岩田家に伝えられるもの及び関ヶ嶋村の名主を務めた田中家に伝えられる写本（市川歴史博物館所蔵「岩田家文書」および「田中家文書」）が知られている他、国立史料館にもほぼ同内容の「行徳領塩浜之儀ニ付小宮山杢之進覚書」が知られている。同書の内容は19世紀には行徳の由来話として広く知られ、『江戸名所図会』などにもその記述が引用されている。
伝えられる文書の作者は、江戸幕府の代官として名高く、行徳の堤防普請にも関わった小宮山昌世（杢之進）とされているが、明和6年当時81歳でかつ政治的に失脚していた小宮山が同文書を作成したとは考えにくいとして、彼を著者として仮託して別人が著したとする説もある。
内容は上総国五井から製塩が伝わった経緯、続いて徳川家康が関東入国後に東金に鷹狩の際、行徳の塩焼の様子を見て「軍用第一、領地一番之宝」であるとして行徳の人々に金子を与えたこと、徳川秀忠が江戸城御舂屋に行徳の塩の納入を命じたこと、徳川家光が鷹狩の際に船橋御殿にて行徳の人々に引見して下り塩によって行徳の塩が絶えることがないように指示したこと、家康以後3代の将軍が必要に応じて行徳塩田に資金を提供して年貢を減免したこと、徳川吉宗が下り塩は天候が悪いと江戸に入ってこないと指摘して久しく途絶えていた行徳塩田への支援を再開したことなどが記されている（小宮山昌世による堤防普請もこれに関係する）。徳川家綱以後4代の将軍の記述が欠けるのは、江戸幕府の鷹場廃止とともに将軍と行徳の関係が希薄化し幕府の保護を失ったこと、一方で度重なる風水害などで塩田が荒廃して江戸などの商業資本の参入によって辛うじて経営を維持している状況を示すと考えられ、由緒書の内容も一定の史実に即したものと考えられる。由緒書は明和6年の年貢減免問題をきっかけとして、行徳塩田と江戸幕府及び領主である徳川将軍家との関係を強調し、その関係を背景として年貢減免や塩田普請などの保護政策の正当性を訴えた文書とみられている。